# Игнатьев, Алексей Николаевич
Граф Алексе́й Никола́евич Игна́тьев (1874—1948) — русский офицер, дипломат и государственный деятель. Последний киевский губернатор.

## Биография
Происходил из графского рода Игнатьевых. Родился 28 июля 1874 года в Константинополе в семье дипломата и государственного деятеля графа Николая Павловича Игнатьева и княжны Екатерины Леонидовны Голицыной (1842—1917). Старшие братья: Павел — министр народного просвещения, и Николай — генерал, командир лейб-гвардии Преображенского полка.
Окончил 3-ю Санкт-Петербургскую гимназию (1893) и юридический факультет Санкт-Петербургского университета (1897). Поступил на службу в Министерство иностранных дел, состоял атташе посольства в Константинополе. В 1898—1902 годах проходил службу в лейб-гвардии Преображенском полку, был произведен в прапорщики. В 1901 году состоял атташе русского посольства в Риме. В 1903 был пожалован в церемониймейстеры.
Состоял Уманским уездным предводителем дворянства. Занимал посты Рязанского вице-губернатора (1908—1909), Подольского вице-губернатора (1909—1911), Подольского (1911—1915) и Киевского (1915—1917) губернатора.
В 1917 состоял представителем Красного Креста в Румынии. Участвовал в Белом движении, находился при армии генерала Юденича. После поражения Белых армий эмигрировал во Францию. В своем доме организовал православную церковь и русский культурный центр.
Скончался в 1948 году в Ванве. Похоронен на кладбище Сент-Женевьев-де-Буа.

## Семья
В 1900 году женился на фрейлине княжне Марии Юлиевне Урусовой (29.11.1876—17.02.1959, Касабланка), дочери князя Юлия Дмитриевича Урусова (1841—1919). Их дети:
- Николай (18.11.1902—02.02.1985). В браке с Александрой Николаевной Остен-Сакен (1909—1989). Родились сын Николай (1937) и дочь София (1939)
- Владимир (18(31).03.1904—27.08.1969, Рабат), многолетний председатель приходского общества «Русская Православная Церковь в Марокко», староста храма Воскресения Христова в Рабате. Жена — Екатерина Андреевна Балашова (род 01.01.1905); имели трёх сыновей: Алексея (1938—?), Андрея (1932) и умершего младенцем Николая (1933—1934)
- Алексей, по прозвищу «чуб» (09.10.1905—08.04.1993). Проживал в Касабланке. Жена — Мария-Луиза Герман (1917—1980)
- Ольга (02.09.1907—08.12.1986). Была замужем за Владимиром Николаевичем Кожиным (29.03.1890—18.05.1980)
- Павел (23.01.1909—18.04.1909)
- Леонид (10.09.1911—18.01.1974). Священник с 1947 года, служил в церкви в Бад Гомбурге (Германия). Получил образование во Франции, жил в Германии[1]. Жена — Алла Владимировна Ионова (22.04.1908—13.01.1984); их дети: сын Дмитрий (9.02.1934) также стал священником (митрофорный протоиерей[2]), у которого две дочери; дочь Екатерина (7.02.1942, в замужестве Цурикова); сын Фёдор (16.08.1944)